# Pueblo Mayo
Pueblo Mayo är en ort i Mexiko.   Den ligger i kommunen Navojoa och delstaten Sonora, i den nordvästra delen av landet, 1 400 km nordväst om huvudstaden Mexico City. Pueblo Mayo ligger 67 meter över havet och antalet invånare är 2 568.
Terrängen runt Pueblo Mayo är platt. Runt Pueblo Mayo är det ganska glesbefolkat, med 34 invånare per kvadratkilometer. Närmaste större samhälle är Navojoa, 18,4 km sydost om Pueblo Mayo. Trakten runt Pueblo Mayo består till största delen av jordbruksmark.